# NGC 7408
NGC 7408 est une galaxie spirale barrée située dans la constellation du Toucan. Cette galaxie a été découverte par l'astronome britannique John Herschel en 1834. Sa vitesse par rapport au fond diffus cosmologique est de 3 372 ± 13 km/s, ce qui correspond à une distance de Hubble de 49,7 ± 3,5 Mpc (∼162 millions d'al).

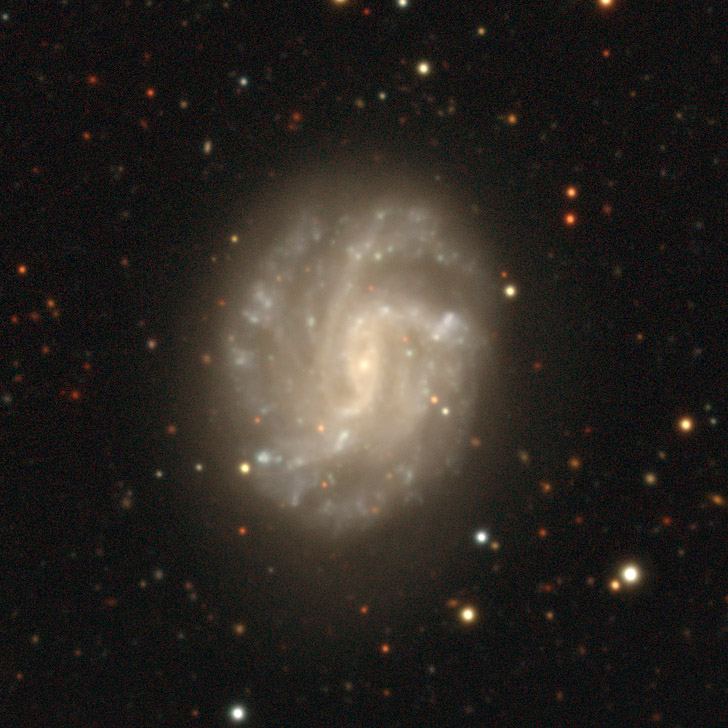
NGC 7408 par le projet « Legacy Surveys DR10 ».

La classe de luminosité de NGC 7408 est III-IV et elle présente une large raie HI. Selon la base de données Simbad, NGC 7408 est une galaxie active de type Seyfert 2.
À ce jour, 12 mesures non basées sur le décalage vers le rouge (redshift) donnent une distance de 43,783 ± 6,024 Mpc (∼143 millions d'al), ce qui est à l'intérieur des valeurs de la distance de Hubble. Notons cependant que c'est avec la valeur moyenne des mesures indépendantes, lorsqu'elles existent, que la base de données NASA/IPAC calcule le diamètre d'une galaxie et qu'en conséquence le diamètre de NGC 7408 pourrait être d'environ 30,0 kpc (∼97 800 al) si on utilisait la distance de Hubble pour le calculer.

## Groupe de NGC 7329
Selon A. M. Garcia, NGC 7408 est membre du groupe de NGC 7329. Ce groupe de galaxies renferme au moins 11 membres. Les autres galaxies sont NGC 7329, NGC 7408, NGC 7417, les galaxies IC 5222, IC 5227, IC 5244, IC 5250, IC 5266 et IC 5272 de l'Index Catalogue, et ESO 109-32.